# カリアシカ
カリアシカ（Cariacica）は、ブラジル・エスピリトサント州の都市。人口は約38万人（2020年）。州都ヴィトーリアの西側に隣接しており、都市圏の一部となっている。

## 概要
1830年代にドイツのポメラニア地方の人々が入植し町造りが進められた。後にポルトガル人も移住した。
かつては大西洋岸森林に覆われていたが、コーヒーやバナナのプランテーション、近年は住宅開発によって森の大半が失われた。このため、自然保護区（2910ha）が設定されており環境保全が図られている。地区にはピューマなどの希少な動物が生息している。

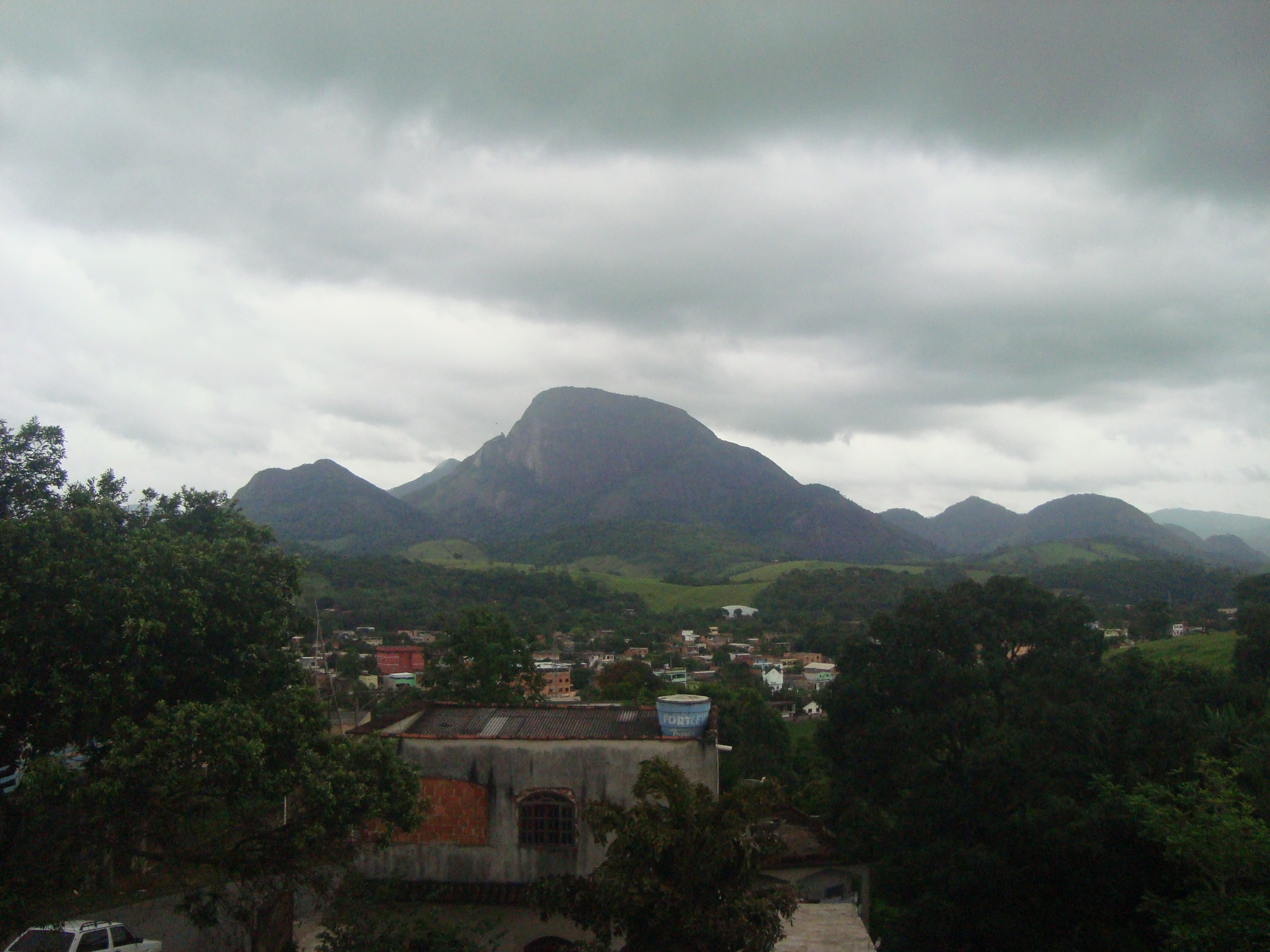